# Kliopsyllus californicus
Kliopsyllus californicus är en kräftdjursart som beskrevs av Kunz 1981. Kliopsyllus californicus ingår i släktet Kliopsyllus och familjen Paramesochridae. Inga underarter finns listade i Catalogue of Life.